# Slaget i Listerdyb
 Der er for få eller ingen kildehenvisninger i denne artikel, hvilket er et problem. Du kan hjælpe ved at angive troværdige kilder til de påstande, som fremføres i artiklen.

Slaget i Listerdyb i maj 1644 var et søslag under Torstenson-krigen. Her slår den danske flåde med kun 9 krigsskibe med i alt 262 kraftige kanoner en kombineret svensk-hollandsk flåde på 14 skibe med i alt 338 kanoner. Det var det eneste søslag, hvor Christian 4. på orlogsskibet Trefoldigheden selv førte flåden. Under slaget omkom cirka 800 søfolk.
Den svenske feltmarskal Lennart Torstenson var i december 1643 marcheret fra Tyskland, nordpå og ind i Jylland, og indledte dermed Torstenson-krigen. Han savnede efter erobringen af Jylland muligheden for at komme videre til de danske øer. Christian 4. havde den 5. april 1644 svaret med fra søsiden at blokere Gøteborg med 11 skibe. Samtidigt havde den hollandske finansmand Louis de Geer, på svensk opfordring, med egne midler udrustet en flåde i Holland. Den bestod oprindeligt af 30 skibe under ledelse af Marten Thijssen. Efter at den hollandske eskadre havde undsat Torstensons tropper på Jyllands vestkyst, afbrød kong Christian sin blokade af Gøteborg den 30. april og sejlede med den overvejende del af flåden ned langs Jyllands vestkyst for at opsøge den hollandske flåde. Christian fandt den opankret ved Lister Dyb, da Thyssen var begyndt at tage Torstensons soldater ombord.
Slaget i Listerdyb var en vigtig begivenhed i søkrigshistorien, hvor nye specialiserede krigsskibe blev afgørende. De nye krigsskibe med tungt artilleri og kraftig konstruktion udklassede almindelige fartøjer, som var beregnet til både handel og krig. Den hollandske hjælpeflåde på 14 skibe bestod af spinkelt konstruerede koffardiskibe og armerede fartøjer, som ikke kunne optage kampen med rigtige krigsfartøjer. Resultatet var et blodbad, da de hollandske fartøjer som var hyret af Sverige til krigen mod Danmark-Norge, blev sønderskudt af de danske krigsskibe.
Hjælpeflåden undgik tilintetgørelsen, eftersom Christian 4. ikke kunne følge efter i det lavvandede farvand, så hollænderne blev sat under en søblokade. Kongen sejlede hjemover, mens admiral Pros Mund (1589-1644), overtog ansvaret for blokaden ved Listerdyb. Men under det andet slag ved Listerdyb den 25. maj, lykkedes det den hollandske hjælpeflåde at komme forbi Pros Mund og tilbage til Vlissingen i Holland uden større tab. Efter at have været i Listerdyb igen sammen med Pros Mund, vendte kongen tilbage til København i midten af juni
Bugten Kongshavn ved byen List på det nordlige Sild blev herefter opkaldt efter Christian 4.
55°04′25″N 8°27′08″Ø / 55.0735°N 8.45233°Ø

## Eksterne links
- Søslaget ved Højer - dengang.dk
- Lister Dyb, Slaget i Arkiveret 28. december 2014 hos  Wayback Machine - graenseforeningen.dk
- Action of May 25th 1644 - threedecks.org